# Master KG
Master KG, pseudonimo di Kgaogelo Moagi (Tzaneen, 31 gennaio 1996), è un cantante e disc jockey sudafricano, noto per aver inciso il singolo Jerusalema di successo mondiale.

## Biografia
Cresciuto nel villaggio di Calais nel Limpopo, si avvicina alla musica all'età di tredici anni, usando un computer per creare beat.
La carriera musicale di Master KG è iniziata quando è entrato in contatto con il DJ Maebela. Nel 2016, ha pubblicato il suo primo singolo Situation. Dopo aver firmato con etichetta discografica Open Mic Productions, Master KG ha pubblicato il suo album di debutto Skeleton Move nel 2018, che gli ha permesso di vincere AFRIMMA Award come il miglior artista/gruppo nella categoria African Electro. Master KG ha collaborato con una serie di artisti tra cui Zanda Zakuza e Makhadzi e si è esibito oltre che in Sudafrica anche in Zambia.
Nel novembre 2019 ha pubblicato la canzone Jerusalema, realizzata insieme a Nomcebo Zikode, che ha anticipato l'omonimo album pubblicato a gennaio 2020. A metà del 2020, il singolo è stato remixato con Burna Boy. La canzone ha riscosso un successo internazionale, venendo certificata platino in Belgio e in Francia, doppio platino in Italia, e piazzandosi tra le prime posizioni delle classifiche svedesi, olandesi, svizzere, francesi, tedesche, austriache e sudafricane.

## Stile musicale
Nelle sue canzoni canta nella locale lingua khelobedu, parlata dal popolo Lobedu.

## Discografia

### Album in studio
- 2018 – Skeleton Move
- 2020 – Jerusalema

### Singoli
- 2018 – Skeleton Move
- 2019 – Remember
- 2020 – Jerusalema (con Nomcebo Zikode)
- 2021 – Shine Your Light (con David Guetta e Akon)

## Premi e riconoscimenti
MTV Europe Music Awards
- 2020 – Miglior artista africano[5]